# Louis Febre
Louis Febre (né le 21 juin 1959 à Saltillo, Mexique) est un compositeur et producteur de musique de film américain.

## Filmographie

### Cinéma
- 2009 : Alien Trespass
- 2004 : Control
- 2003 : Lune de miel en enfer (Devil's Pond)
- 2003 : Les Dents de la mort (film) (Red Water)

### Séries &  téléfilms
- 2011 : Charlie's Angels
- 2007-2011 : Smallville
- 2006 : Sous haute tension de Stephen Gyllenhaal
- 2005 : Un ado en danger (Cyber Seduction : His Secret Life)
- 2004 : - Indestructible (Unstoppable)                          - Saison 1 de Desperate Housewives (5 premiers épisodes)
- 2003 : Pour une vie meilleure (Homeless to Harvard: The Liz Murray Story)
- 2002 : Les Anges de la nuit
- 2001 : Scooby-Doo et la Cybertraque
- 1999 : Los Angeles Heat

### Autres
- 1996 : The Haunted World of Edward D. Wood Jr. de Brett Thompson
- 2010 : Stone on Stone (documentaire) de Peter Levin

## Récompenses et nominations
- 1997 :	Emmy Award - Best Dramatic Underscore: The Cape
- 1998 :	BMI TV Music Award
- 2001 :	Pixie Award - Best Music Score: Revenge of the Red Balloon
- 2001 :	Annie Award - Best Music Score: Scooby-Doo and the Alien Invaders (Nomination)